# Медея
Медея (на гръцки: Μήδεια) е героиня от древногръцката митология, жрица на Хеката и съпруга на героя Язон (вожд на аргонавтите), а впоследствие - на Егей, цар на Атина. Основна участница в драматичните събития около Златното руно, пазено от баща й Еет.
Дъщеря на океанидата Идия и Еет, цар на Колхида, а според друга версия – на богинята Хеката и Еет (Ает). Внучка е на Хелиос и е в близки роднински отношения с Кирка (Цирцея) - според една от легендите е нейна сестра, а според други й е племенница.
Влюбва се в Язон (при идването му в Колхида) и му помага да открадне руното (кожата на златния овен Хрисомал, който по заръка на богинята Нефела се притичва на помощ на децата й Фрикс и Хела, когато тяхната мащеха Ино замисля убийството им, под формата на жертвоприношение, за коeто е заблудила баща им, че е предписано от Делфийския оракул), след което напуска страната с него. По-късно заради изневяра на Язон с Главка погубва двете си деца от Язон (Мермер и Фер) и съперницата си (в трагедията на Еврипид „Медея“).
Съществува теория, че Медея е древно хтонично божество, имащо връзка със Зевс, но по-късно изместено от Хера (съпругата на Зевс).

## Образ на Медея в митологията

### Медея - жрица на Хеката
Хеката, на която е почитателка Медея, е богиня на смъртта, тъмнината и магията. В митологията е представяна като най-чудовищната и ужасяваща богиня, с 3 тела и 3 глави, с ужасна свита от демонични създания, известни като стигийски кучета, както и от емпузи.
Планетата, която олицетворява Хеката, е Луната. Тази богиня погубва хората и праща ужаси и тежки сънища на хората. Същевременно е милостива към тези, които я боготворят и пазителка от зла магия. Също така, жриците й са и лечителки - тези функции на Медея в сказанието стават магьоснически (магията и медицината в дълбоката древност имат един и същ корен). Древните гърци и римляни възприемат Медея, като вещица.
Медея живее във време, в което божествата и полубожествата, законите и стереотипите са на преден план. Независимо от това, тя се отличава с уверено и прескачащо определените норми поведение.

### Митът за Язон и Медея
Различните варианти на мита за Язон и Медея разказват за времето преди Троянската война, когато гръцките племена идват на Балканския полуостров и се сблъскват с местните култури на пеласгите, егейците и анатолийците. Герои като Язон, Персей и Херакъл отразяват тъкмо този момент на сблъсък-среща между местните (стари) и прииждащите (нови) племена и култури. Случва се конфликт между старите шамански практики и ритуали, почитащи женски хтонични божества и новите слънчеви култове, които идват с Бронзовата епоха и гръцките племена. 
Образът на Медея е съществена част от ядрото на мита. Тя присъства в мита за Язон и аргонавтите (пътешествениците с кораба "Арго"), известен от късна литературна версия, наречена "Аргонавтика" (Аполоний Родоски - ІІІ век пр. н.е). Ролята на Медея в нея започва след пристигането на Язон от Йолк в Колхида. Язон трябва да вземе Златното руно и да го занесе в родния си град, за да получи обратно  царската власт там(или по-скоро - да встъпи в законните си права над нея), заграбена от чичо му Пелий. Медея се влюбва в него (омагьосана от Афродита или Ерос, по заръка на Хера) и му обещава да му помогне, ако той в замяна се омъжи за нея и я вземе със себе си. Язон се съгласява.
В една от версиите на мита, Еет приема да даде руното на Язон, ако той изпълни няколко задачи. Първата е да обязди 2 огнедишащи бика. После трябва да засее в нива, която е разорал с впрегнатите преди това бикове, част от зъбите на убития от Кадъм дракон, син на Арес. От зъбите поникнала армия от войни (спартиати). Веща знахарка, Медея дава на Язон мехлем, който да го предпази от дъха на биковете. Освен това му помага и срещу спартиатите, съветвайки го като хвърли камък между тях, с което ги подтиква да се спречкат и избият взаимно. 
Като последна задача на Еет е представяно желанието му Язон да се справи с дракона (в някои версии - питон), пазещ руното. Медея упоява свещеното животно с билки и любимият й отмъква реликвата, вземайки със себе си и жрицата. Всъщност Еет не е имал намерение да предава Златното руно на пришълеца. В някои от вариантите, той започва да преследва Язон и Медея, но не ги хваща защото тя убива брат си Апсирт и нарязва тялото му на части, някои от които хвърля във водата (гонитбата става с кораби), а други разпръсква на някакъв остров. Медея е сигурна, че баща ѝ ще спре за да събере тялото на сина си, за да го погребе и така ще се забави достатъчно. В други версии Апсирт е преследвачът на крадците на руното и бива убит от Язон, а хората му събират частите от трупа му.
По време на плаването Аталанта (девица-ловджийка) е сериозно ранена, но Медея успява да я излекува, благодарение на чародейските си способности. Преди да се завърнат в Гърция, аргонавтите отиват на остров Огигия, където живее Кирка (Цирцея), която подлага Медея на очистителен ритуал. После плават до остров Крит, който тогава е пазен от Талос, великан, направен от бронз. Талос имал само една жила, която минава през цялото му тяло, захваната с бронзов нокът. Гигантът е убит или от Медея, която успява да му даде магически билки и да го накара да ѝ повярва, че като му махне нокътя ще стане безсмъртен, или от стрела, която изстрелва Пеант (вероятно напоена с отровата на Лернейската хидра, тъй като той използва за това т.нар. лък на Филоктет, който първоначално принадлежи на героя Херкулес).
След почивка на остров Крит (също владение на член на семейството на Медея - Минос), заминават за Йолк. Междувременно там, богинята Хера, враг на цар Пелий (чичото на Язон, който е изместил баща му Езон и който именно изпраща младежа в Колхида за Златното руно) внушава на владетеля любов към Медея, за да я улесни в последвалото му ликвидиране - наложително от гледна точка на претенциите на Язон към трона, тъй като Пелий всъщност се е надявал той да умре докато се опитва да изпълни задачата и не смята да му отстъпва страната, въпреки че му я е обещал за награда.
Медея замисля поредното си коварство и убеждава дъщерите на Пелий, че могат да подмладят баща си, ако извършат специален, сложен и дълго продължаващ във времето магически обред, включващ това го разчленят и сварят заедно парчетата от трупа му и предвиждащ (за измолване помощта на Хеката) жертвоприношение – овце с черна козина. Според легендата тя им демонстрира ритуала със стар овен, който пуска накълцан в котел с вряща вода, а оттам изскача младо агне и ги подмамва да вярват, че е постигнала подобен ефект и с Езон, бащата на мъжа й. Опитът на девойките завършва неуспешно, но и Язон и Медея не превземат трайно Йолкос. Акаст, син на Пелий, ги прогонва в Коринт.

## В творчеството на Еврипид

### Трагедията "Медея"
В това произведение е разработен мотивът за съдбата на Язон и Медея, след като са принудени да избягат от въстаналия срещу тях, под предводителството на новия си цар, Йолкос. В основата на сюжета му е трагичната съдба на Медея в Коринт, когато тя е изоставена от Язон. 
Представена е за първи път през 431 г. пр. Хр. В тази трагедия за първи път постъпката на Медея (убийството на децата ѝ) не се тълкува като резултат от лудост или варварския й произход (предвид това, че е родена и отгледана извън Гърция), а като акт на отчаяние и гняв. Обсебена от желание за отмъщение, Медея убива съперницата си Главка с отровни дрехи, а Креон - бащата на Главка - умира докосвайки се до тях. Медея убива синовете си тъкмо в този момент, защото се изплашва, че охраната на мъртвия цар ще ги убие особено жестоко; тя и поначало е замислила да го направи.

#### Мълвата сред робите
Трагедията се открива с пролог. Дойката (робиня-кърмачка на децата на Язон и Медея) разказва за нещастието, сполетяло дома им. Прологът дава емоционалното измерение на драмата – ще стане нещо ужасно, което ще се сътвори в действието.
Дойката предава събитията напрегнато, в очакване на някакво зло. Далечната причина за всичко е може би морският поход на кораба „Арго“ за Златното руно и любовта, която е откъснала Медея от роднините ѝ, за да я свърже с Язон. Медея е родила от него 2 момчета - Мермер и Фер и се е надявала да остане единствената му жена, но той планира нов брак. Булката е принцеса Креуза (наричана и Главка), дъщеря на подслонилия ги Креон.
Педагогът (роб-възпитател) води децата към дома – идилия пред портите, но и той носи лоша вест. При извора Пирина той е дочул мълва (слух) и я предава на дойката: царят на Коринт се готви да изпъди Медея и децата й. Егоизмът става важен мотив за действие в трагедията.

#### Конфликтът между Медея и Язон
Еврипид внимателно подготвя публиката за появата на Медея и за нейният провокативен поглед върху събитията, съвсем нехарактерен  за разумната покорност на йонийската жена (или неизявяван от нея публично). Съседките на Медея са удивени и заинтригувани от нейните вопли и се притичват да ги чуят по-отблизо. Пред тях страдащата от изневярата на мъжа си Медея излива пламенна тирада, изобличаваща обществото в двуличие. Тя подчертава неравенството между половете, що се отнася до брачните обичаи – жената купува със скъпи дарове своя съпруг (внасяйки зестра), прави го владетел на тялото си и трябва да му угажда, но не може да го изпъди, когато е негоден. Тези словоизлияния дочува и самият Креон и съвсем се настройва против нея и децата й - той е решен да ги изгони незабавно и й го казва. Сломена и привидно покорна, тя все пак измолва да остане още 1 ден за да се погрижи за децата си. Майчинската грижа крие трагическа ирония - тя вече замисля смъртта на Язон, Креон и Главка, като отмъщение и за да скъса връзките си с ненавистния Коринт. Градацията на омразата й достига върха си, когато среща Язон и разбира, че той няма да се застъпи за нея, винейки я за волнодумството й.

#### Егей - съчувственик на Медея
В нова вълна нейната притегателна сила извежда на сцената Егей (тя го привлича благодарение на тази си сила). Няколко къси реплики и тя научава посоката на пътя му. Егей разбира за нещастието на Медея, тя спечелва неговото състрадание, а много скоро след молба и обещание, тя си осигурява убежище в Атина (в който град се и играе пиесата). Медея бърза да го изпрати у дома, за да дообмисли, това което я вълнува, а то е как да си разчисти сметките с Язон и Креон, преди на свой ред да отпътува, спокойна, че вече има къде. 

#### Разруха в дома на Язон
Медея отново се среща с Язон и, показвайки се разкаяна за предишното си държание, го придумва да уреди оставане на децата им в Коринт. Всъщност тя възнамерява да ги използва срещу невестата на Язон. По тях й праща дар - накит и дрехи просмукани с "огнена отрова", които да облече на сватбата си. Също така подготвя и „убийството на милите деца“ - особено мъчително и за нея самата, защото тя ги обича. Но макар че без рожби я чака несретният живот на бездетна жена, Медея чувства, че пощадявайки ги би изгубила най-добрата възможност да накаже враговете си. Колебае се, но в последна сметка решава да ги погуби, за да сложи с това край всичко, което я свързва с Язон и което отслабва яростта й. Според плана й, момичето и баща му загиват, обаче Язон оцелява (но до края на живота си страда за загубите си - още повече, че Медея наистина убива синовете им).

#### Различни версии за финала
Финалната част на историята е позната в различни варианти. Според един от тях, бог Хелиос, изпраща златна колесница, теглена от 2 дракона, да вземе и отведе Медея в Атина. Друга версия гласи, че след като напуска Коринт, Медея бяга в Тива (Беотия), при Херакъл, когото очиства от убийството на Ифит и той й помага да се засели в града, но пак е изгонена - от жителите му - чак тогава тя отива в Атина, където (в съгласие с фабулата на трагедията на Еврипид) я чака местният владетел Егей. Те се женят и тя има син от него – Мед. Според Хезиод, този син също е от Язон, което предполага тя да е заминала от Коринт бременна. 
След раждането на Мед, в двореца на царя се озовава Тезей - дотогава живял в чужбина и доста странствал син на Егей, но за който той знае, че е бил роден, макар и никога да не го е виждал. Медея (която отгатва кой е той) се опитва да убеди Егей, че новодошлият странник е предател и опасен за него. Тя приготвя чаша с отрова ѝ я подава на Тезей, но тогава Егей разпознава сина си по меча му, тъй като той е бил навремето си негов и е оставен точно за това, край дома на майката на младежа - Етра. Изтръгвайки чашата от ръцете на сина си Егей го припознава и определя за свой наследник, а Медея и синът ѝ отново бягат. За посоката, в която са се насочили са изказвани разни предположения: Колхида, където се намесва в династическите борби, или Иранското плато - сред арийците, на които Мед става новият епоним (гърците наричат в Древността персите меди и мидийци).
Известно объркване съществува при наслагването на различните версии на мита, тълкуваеми и като допускащи съществуването на 2 различни магьосници с името Медея, от които едната е в Колхида, а другата - в Беотийската Тива, но и двете свързани с Тезей и с похода на аргонавтите. Това се дължи на дългата фаза, в която митовете се помнят/интерпретират и се пеят от пътуващи певци, без да биват записани.

## По-късни трактовки на образа на Медея

### Популярни характеристики на Медея
Медея е харизматична и обсебваща като злото. Чужденка и варварка, тя е самобитна, независима и анархистична, черпеща сили от самата себе си. Бидейки магьосница, царска дъщеря, съпруга, майка, Медея е преди всичко жена, чаровна в терзанията си и в женската си уязвимост. Обаянието й идва и от това, че е способна, както на зли, така и на добри дела и магии.
Тя е женствена и кокетна, но й е свойствена и властност - тя е възпитана и обучавана да бъде владетелка и „мислеща жена“, нещо, за което свидетелства и името ѝ (според речника Lidell Scott думата „медоме“ значи: 1. предвиждам, грижа се, разсъждавам; 2. възнамерявам, изнамирам, замислям).
Медея е артистична, честолюбива, екстравагантна, импулсивна, решителна, но е и непоследователна и водена от различни емоции и чувствата в житейския си път. Раздвояването на личността се явява, като възможно патологично обяснение на противоречивите и смъртоносни прояви на Медея. Тя е героиня, която разтърсва не само света на Язон, но и цялата човешка система, подобно на земетръс, вулкан или революция. Особената й непримиримост се изразява в стремежа й към нов живот - първо с Язон, после - с Егей.
Медея не приема безропотно и с чувство на магическо превъзходство собствената си овладяност, при демонстрираната лъжлива увереност. Тя е майка и страда преди престъпното деяние по отношение на децата си, но в унищожението на любимите хора изглежда вижда проява на привързаност (при донякъде подобни обстоятелства тя убива и брат си Апсирт).
Медея е ценена от всички около нея и в определени моменти е симпатична и буди съжаление и снизходителност. Медея проявява манипулативност, но също така и просто плаши с вещерските си маниери и мрачната си слава на препатила скитница и бегълка - действията ѝ са шокиращи и агресивни, а целият ѝ живот е изпълнен с убийства и предателства.

### Изобразявания
Вдъхновен от критиката, която съвременниците на Еврипид отправят към неговото творчество, поетът Неофрон във II половина на 4 век пр.н.е. създава своя драма „Медея“, в която постъпките на героите са е аргументирани съвършено, но без да бъде достигната идейната и художествена пълнота на Еврипидовата драма.
Преработки на „Медея“ правят и римските поети Ений и Овидий, както и философът Сенека, чийто вариант се отличава със зловещия си тон.
Митът за Язон и Медея е много популярен през Ренесанса и Класицизма (особено - във Франция) - известни са 12 италиански и 21 френски произведения със заглавието „Медея“, сред които е и една от първите драми на Корней, при все че за образец му служи творбата на тази тема на Сенека.
През 18-ти век Керубини създава операта „Медея“.
В съвременната литература към мотива за Медея се обръща Жан Ануи. Интересен е и филмът "Медея" на Пиер Паоло Пазолини.